# بنو منتشا
بنو منتشا هم أحد أمراء الأناضول خلال الفترة الثانية وقد حكموا خلال القرن الثالث عشر. ظهرت هذه الإمارة بعد اضمحلال قوة سلطنة سلاجقة الروم، وحكموا منطقة حول ميلاس حوالي 163 عاماً مابين أعوام 1261–1424، وتعود أصولهم إلى قبائل الترك الغزيين.
حكم بنو منتشا العديد من المدن المهمة مثل ميلاس وإلمالی وفینیقة وكاش وفتحية وموغلا وتشاميلي وأجيپايام وتافاس وبوزدوغان وتشينا، كما سيطروا على جزيرة رودس في الفترة مابين 1300-1314 وكانوا يشكلوا قوة بحرية إقليمية كبيرة في تلك الفترة. 
خضع بنو منتشا لسلطة العثمانيين لأول مرة في سنة 1390 في عهد السلطان بايزيد الأول "الصاعقة"، ولكن بعد هزيمة العثمانيين بقيادة السلطان بايزيد الأول على يد تيمورلنك سنة 1402 في معركة أنقرة تراجعت سلطة العثمانيين، ثم عاد العثمانيون لاحقاً للسيطرة على أراضي الإمارة في سنة 1414 وأصبحت جزءاً من الدولة العثمانية في سنة 1424.

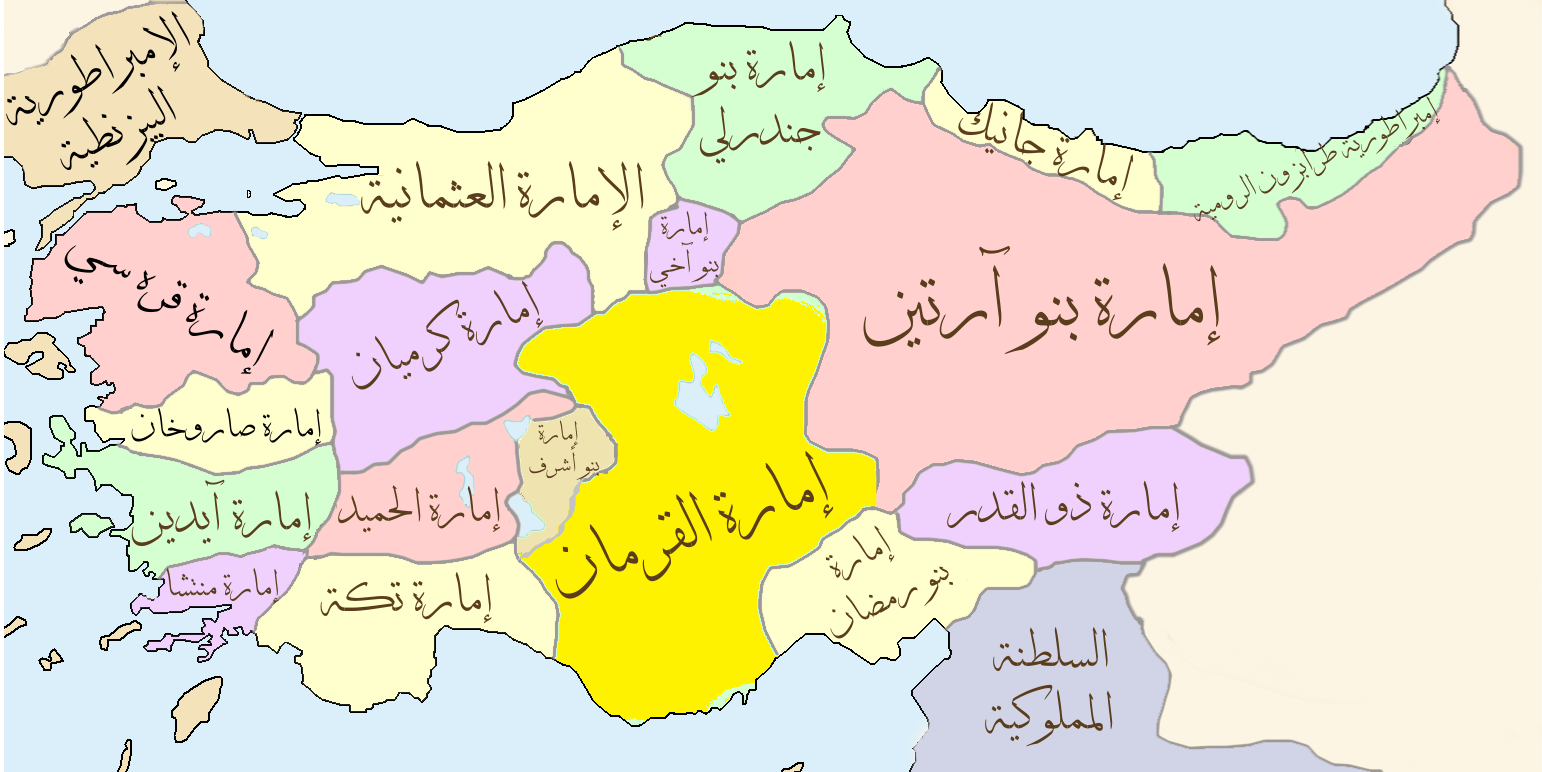
خريطة الأناضول بين القرنين الثالث عشر والخامس عشر ميلادي، وفيها إمارة "بني منتشا" على سواحل بحر إيجة، جنوب غرب الأناضول.

## قائمة الحكام
| التاريخ!!اسم الحاكم |                            |
| ------------------- | -------------------------- |
| ~1261-~1282         | منتشا                      |
| ~1282-~1320         | مسعود بن منتشا             |
| ~1320-~1340         | شجاع الدين أورهان بن مسعود |
| ~1340-~1360         | إبراهيم بن أورهان          |
| ~1360-1370          | موسى بن إبراهيم            |
| ~1360-1390          | محمد بن إبراهيم            |
| ~1360-1390          | أحمد بن إبراهيم            |
| 1403-1424           | إلياس بك بن محمد           |